# Xiphidiopsis lita
Xiphidiopsis lita is een rechtvleugelig insect uit de familie sabelsprinkhanen (Tettigoniidae). De wetenschappelijke naam van deze soort is voor het eerst geldig gepubliceerd in 1922 door Hebard.